# Brachystegia laurentii
Brachystegia laurentii är en ärtväxtart som först beskrevs av De Wild., och fick sitt nu gällande namn av Hoyle. Brachystegia laurentii ingår i släktet Brachystegia och familjen ärtväxter. Inga underarter finns listade i Catalogue of Life.